# Plenář svaté Markéty

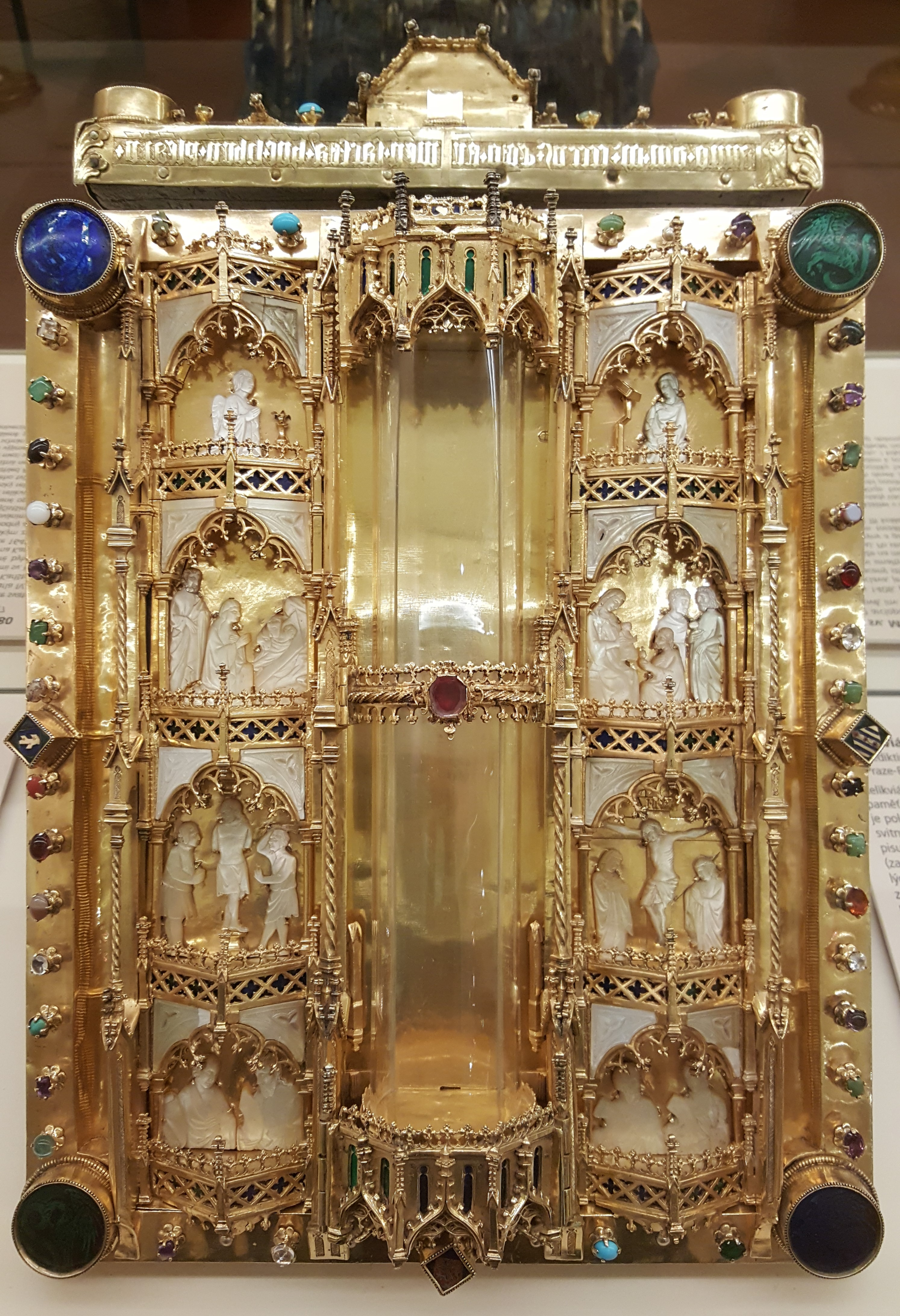
Relikviář sv. Markéty

Plenář sv. Markéty je gotická relikviářová deska, zhotovená počátkem 15. století, podle darovacího nápisu se tak stalo roku 1406 pro pažní kost této světice. Jde o významné české klenotnické dílo.

## Historie
Relikvii z paže sv. Markéty Břevnovský klášter získal po roce 1260 jako dar od českého krále Přemysla Otakara II.
- Podle jedné pověsti se Přemysl Otakar II. zmocnil relikvie v Uhrách při vítězné bitvě u Kressenbrunnu. V této bitvě Boreš z Rýzmburka ukořistil relikvii prstu sv. Jana Křtitele, který byl později uchováván v oseckém klášteře. O dalších relikviích informace chybí. Po této bitvě k žádnému plenění nedošlo.

- Podle druhé zprávy z břevnovského diaria ze 17. století ji dovezl z Říma. Tato informace je rovněž dříve nedoložená. V té době se totiž Přemysl Otakar II. zdržoval výhradně v Českých zemích a Rakousku.

Pravděpodobně byly ostatky dovezeny z katedrály v Montefiascone (tam byly od roku 1145) nebo z Benátek (od roku 1213) jako dar některého preláta. Mohl je dovézt i olomoucký biskup  Bruno ze Schaumburku, nebo například pražský biskup Jan III. z Dražic, kteří udržovali s Římem živé kontakty. Oba ji mohli získat od papeže Alexandra IV. nebo jeho následovníkú pro některý významný chrám sv. Markéty. Bruno takový chrám – zamýšlenou katedrálu – založil jen v Marcheggu roku 1260. Rudolf Habsburský jako nový „císař“ mu později území Rakouska včetně Moravského pole odebral a chrám nebyl dokončen. Proto mohla být tato relikvie rozdělena mezi více chrámů v Čechách a na Moravě: katedrálu sv. Víta v Praze, klášter v Břevnově, královskou kapli kláštera v Plasích, klášter cisterciáků ve Zlaté Koruně i olomouckou katedrálu sv. Václava.  
Každopádně byla relikvie v břevnovském klášteře doložena již k roku 1294, kdy papež udělil odpustky všem, kdo ji přijdou do tamního kostela uctít.

## Popis
Jde o dubovou desku o rozměrech 37,5 x 31 x 3 cm, pobitou stříbrným v ohni zlaceným plechem, v jejímž středu je svisle umístěn skleněný válec pro obnaženou relikvii, dnes prázdný. Po jeho stranách je  vsazeno osm reliéfů z perleti, Perleťové medailony pocházejí ze starší knižní vazby z 1. poloviny 14. století. jsou na nich vyobrazeny scény z Kristova života  od Zvěstování přes Narození (v podobě Adorace Páně) a Klanění Tří králů až po pašije v podobě Bičování Krista a skupiny Ukřižování s Pannou Marií a svatým Janem. Pod nimi jsou čtyři reliéfy s poprsími čtyř proroků s nápisovými páskami v rukou. Ztracený anděl ze scény Zvěstování byl při restaurování v roce 1981 nahrazen kopií (restaurátoři Buňka a Vojtíšek). Dále je plenář v rozích vyzdoben čtyřmi medailony se symbolickým vyobrazením čtyř evangelistů z translucidního emailu v barvách zelené a modré. Dole uprostřed je umístěn kosočtverečný štítek se smaltovaným břevnem ve štítku, znakem břevnovského kláštera. Na rámu je plenář posázen 23 drahými kameny a 14 skleněnými imitacemi drahokamů. Na boční stěně je vyryta klečící modlící se postava sakristana Václava a dále gotickým písmem (frakturou/minuskulou) latinský nápis s mnoha abreviaturami (zkratkami). Tato dedikace v českém překladu zní: Já sakristan Václav jsem dal tuto plenářovou knihu (Librum plenarium) zhotovit v pátém roce vlády opata Diviše roku 1406.

## Úcta
Relikviář sloužil benediktinům každoročně ve svátek sv. Markéty 14. července, kdy byl nošen při procesí za déšť a dobrou úrodu. Podstatným zásahem tereziánské doby bylo vyjmutí této relikvie z gotického plenáře a její vsazení do dřevěné rokokové schránky na postranním oltáři Panny Marie benediktinských rozkoší, kde spočívá celoročně dodnes. Nepodstatné opravy plenáře proběhly za opata Augustina Seyferta roku 1653 (jak svědčí další nápis na prstenci kolem skleněného válce), dále roku 1857 a zatím poslední restaurování se uskutečnilo roku 1981.